# PCC Rokita
PCC Rokita – zakłady przemysłu chemicznego w Brzegu Dolnym należące do grupy PCC SE z siedzibą w Duisburgu. Jest producentem i dystrybutorem ponad 400 produktów wykorzystywanych w branżach takich jak przemysł tworzyw sztucznych, kosmetyczny, budowlany, tekstylny oraz chemia gospodarcza i przemysłowa.

## Historia
Historia zakładów jest ściśle związana z historią miasta Brzeg Dolny. Od II wojny światowej zakłady te były największym pracodawcą w mieście i pozostają takimi do czasów obecnych. Były sponsorem budowy takich placówek jak stadion miejski, kompleks hotelowo-sportowy „Rokita” oraz wielu innych. Pomagały przy organizacji wielu wielkich wydarzeń sportowych rozgrywanych w mieście oraz pozytywnie wpływały na sferę kulturalną.
Kilka faktów z historii zakładów chemicznych:
- W 1938 r. rozpoczęto budowę zakładów przez koncern IG. Farbenindustrie. Kosztem pół mld. marek 15 firm budowlanych pod generalnym nadzorem firmy „Luranil” z Ludwigshafen am Rhein wzniosło 130 budynków fabrycznych. Zakłady o nazwie „Anorgana” GmbH produkowały bojowe środki chemiczne takie jak tabun i sarin, którymi napełniano bomby lotnicze i pociski artyleryjskie.
- Działanie tabunu Niemcy wypróbowywali podczas II wojny światowej na więźniach w Auschwitz-Birkenau. Podczas produkcji tego gazu masowo ginęli zatrudnieni tu więźniowie obozu Groß-Rosen, którego filia mieściła się na terenie zakładów[1].
- We wrześniu 1945 r. władze miasta przejęły od władz radzieckich zakłady chemiczne „Anorgana”. Fabryka była zrujnowana, a maszyny i urządzenia zdemontowane i wywiezione. Teren fabryki został skażony, co w znacznym stopniu utrudniało zabezpieczenie, a następnie odbudowę zakładów. Szybkim uruchomieniem „Anorgany” zainteresowane były władze centralne, toteż w październiku 1945 r. przybyła do Brzegu Dolnego grupa operacyjna Ministerstwa Przemysłu i przejęła fabrykę od władz miejscowych wraz z całym majątkiem. Szefem grupy operacyjnej, a następnie pierwszym polskim dyrektorem Państwowej Fabryki Chemicznej „Anorgana” był mgr Zygmunt Zdrojewski. Decyzją Ministerstwa Przemysłu zakłady miały zostać odbudowane w przyspieszonym tempie. Już w 1946 r. na bazie surowców poniemieckich uruchomiono produkcję podchlorynu sodu. W 1947 r. fabryka produkowała podchloryn sodu i chlorek siarki. W czerwcu 1947 r. zmieniono poniemiecką nazwę zakładów na „ROKITA”. Mocą zarządzenia Centralnego Zarządu Przemysłu Chemicznego w Łodzi zostały utworzone w 1949 r. Nadodrzańskie Zakłady Przemysłu Organicznego „Rokita” w Brzegu Dolnym.
- 1 kwietnia 1992 r. po zmianach ustrojowych „Rokita” stała się Jednoosobową Spółką Skarbu Państwa i zmieniła nazwę na Zakłady Chemiczne Rokita S.A.
- W 2003 r. Grupa PCC SE (Petro Carbo Chem GmbH) nabywa większościowe udziały w Rokita SA (50,32%), a w 2004 udziały rosną do 88,3%. Od 1 kwietnia 2010 roku Grupa PCC SE jest jedynym udziałowcem (właścicielem) przedsiębiorstwa.
- W czerwcu 2014 roku akcje spółki PCC Rokita zadebiutowały na głównym rynku warszawskiej giełdy papierów wartościowych.

## Struktura organizacyjna
Podczas restrukturyzacji dawnych Zakładów Chemicznych „Rokita” pojawiły się kolejne spółki-córki wchodzące w skład grupy PCC Rokita. Należą do nich m.in.:
- Kosmet – Rokita Sp. z o.o. – podstawową działalnością spółki jest produkcja i sprzedaż płynnych środków czystości.
- Tensis Sp. z o.o. – dostarczanie rozwiązań dla przemysłu lekkiego i ciężkiego.
- Energetyka – Rokita Sp. z o.o. – przedsiębiorstwo energetyczne produkujące i dystrybuujące parę technologiczną dla potrzeb spółek grupy kapitałowej PCC Rokita S.A. oraz produkujące i dystrybuujące ciepło grzewcze na potrzeby miasta Brzeg Dolny. Produkcja pary technologicznej i ciepła grzewczego odbywa się przy jednoczesnym wytwarzaniu energii elektrycznej w skojarzeniu.
- PCC Apakor Sp. z o.o. – zakład budowy aparatury przemysłowej.
- LabAnalityka Sp. z o.o. – usługi dla grupy kapitałowej spółek grupy kapitałowej PCC Rokita S.A. polegające na pełnej analizie i kontroli jakości procesu technologicznego oraz badania i pomiary z zakresu ochrony środowiska naturalnego i czynników szkodliwych występujących w środowisku pracy.
- LabMatic Sp. z o.o. – usługi inżynieryjne i techniczne. Firma zajmuje się projektowaniem, montażem, naprawą maszyn i urządzeń przemysłowych występujących w procesach technologicznych.
- CWB Partner Sp. z o.o. – firma oferuje outsourcing funkcji finansowo-kadrowych oraz consulting finansowy i doradztwo personalne.
- Kolchem Rokita Sp. z o.o. – zakład transportu kolejowego.
- Autochem Rokita Sp. z o.o. – przedsiębiorstwo transportowo-spedycyjne obsługujące towarowy ruch krajowy i międzynarodowy.
- BiznesPark Rokita Sp. z o.o. – działalność w zakresie nieruchomości.
- Technochem Sp. z o.o. – technologie dla przemysłu chemicznego.

dawniej:
- Rokita – Agro S.A. – samodzielny producent i sprzedawca środków ochrony roślin. Spółka produkowała substancje aktywne, gotowe produkty chemiczne na bazie różnych substancji aktywnych. Obecnie firma nie należy do koncenu PCC; jako Makhteshim Agan Agro Poland S.A. jest częścią koncernu ADAMA Agricultural Solutions Ltd.

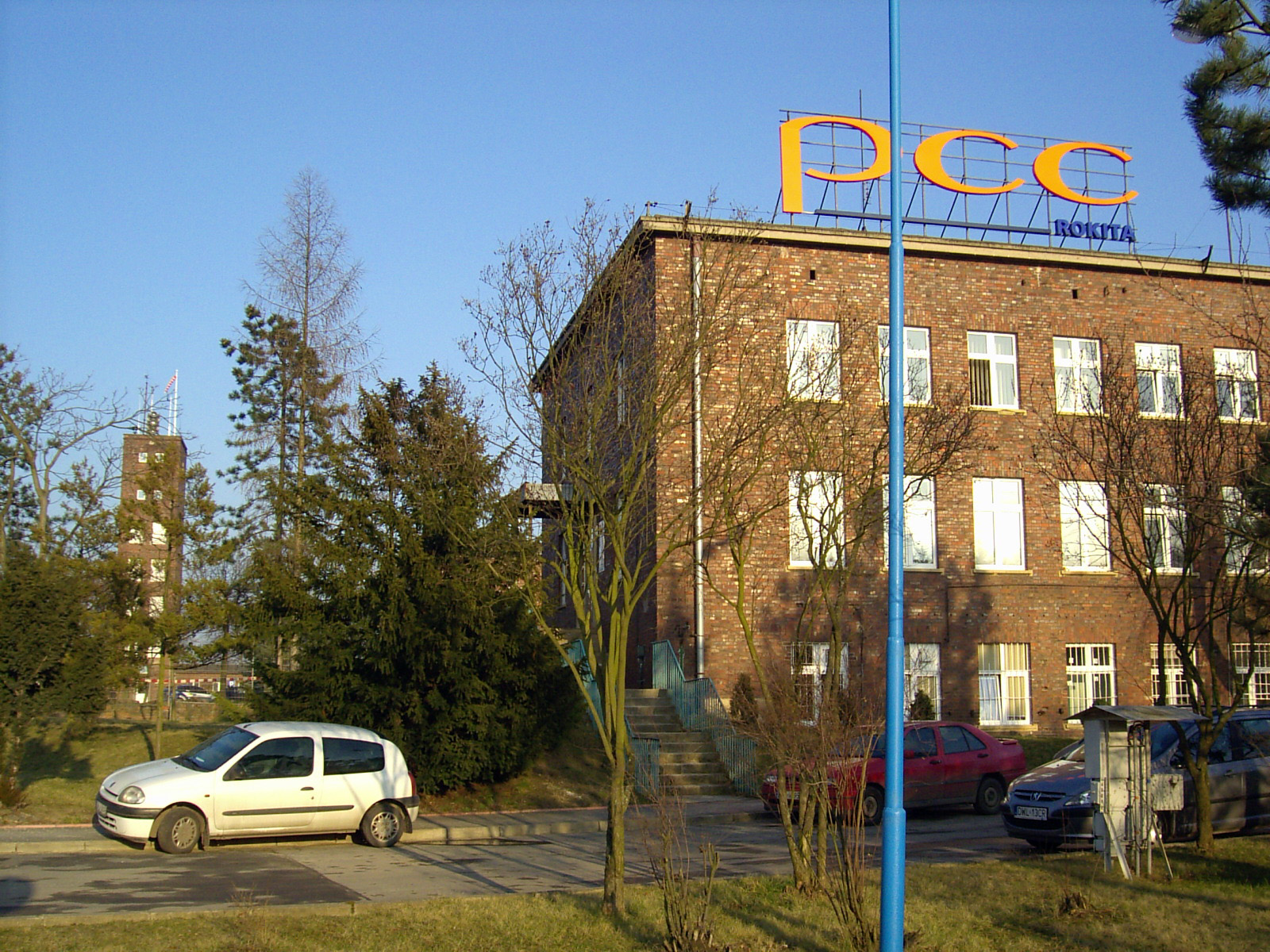
Logo firmy na budynku dyrekcji
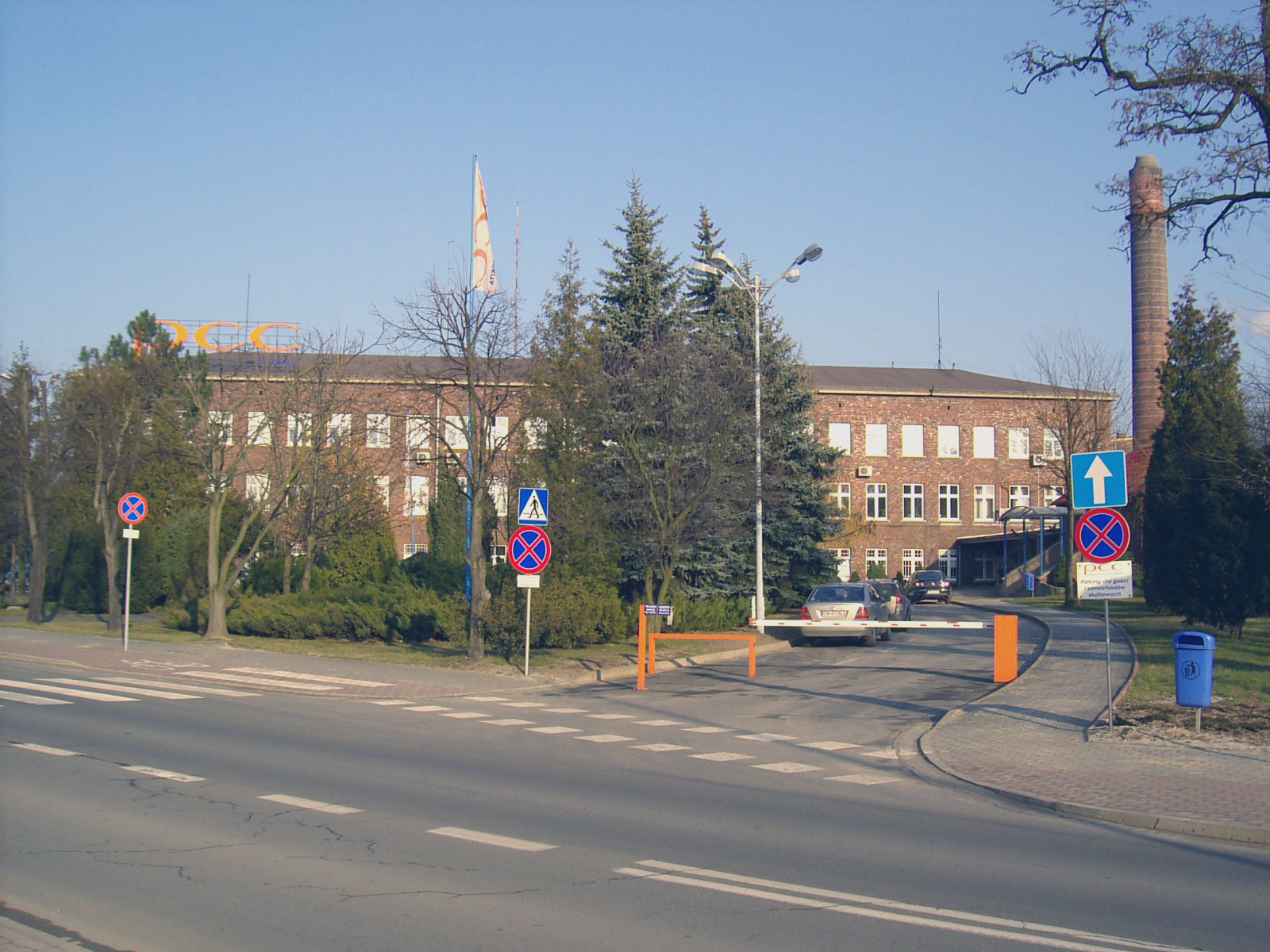
Budynek administracji
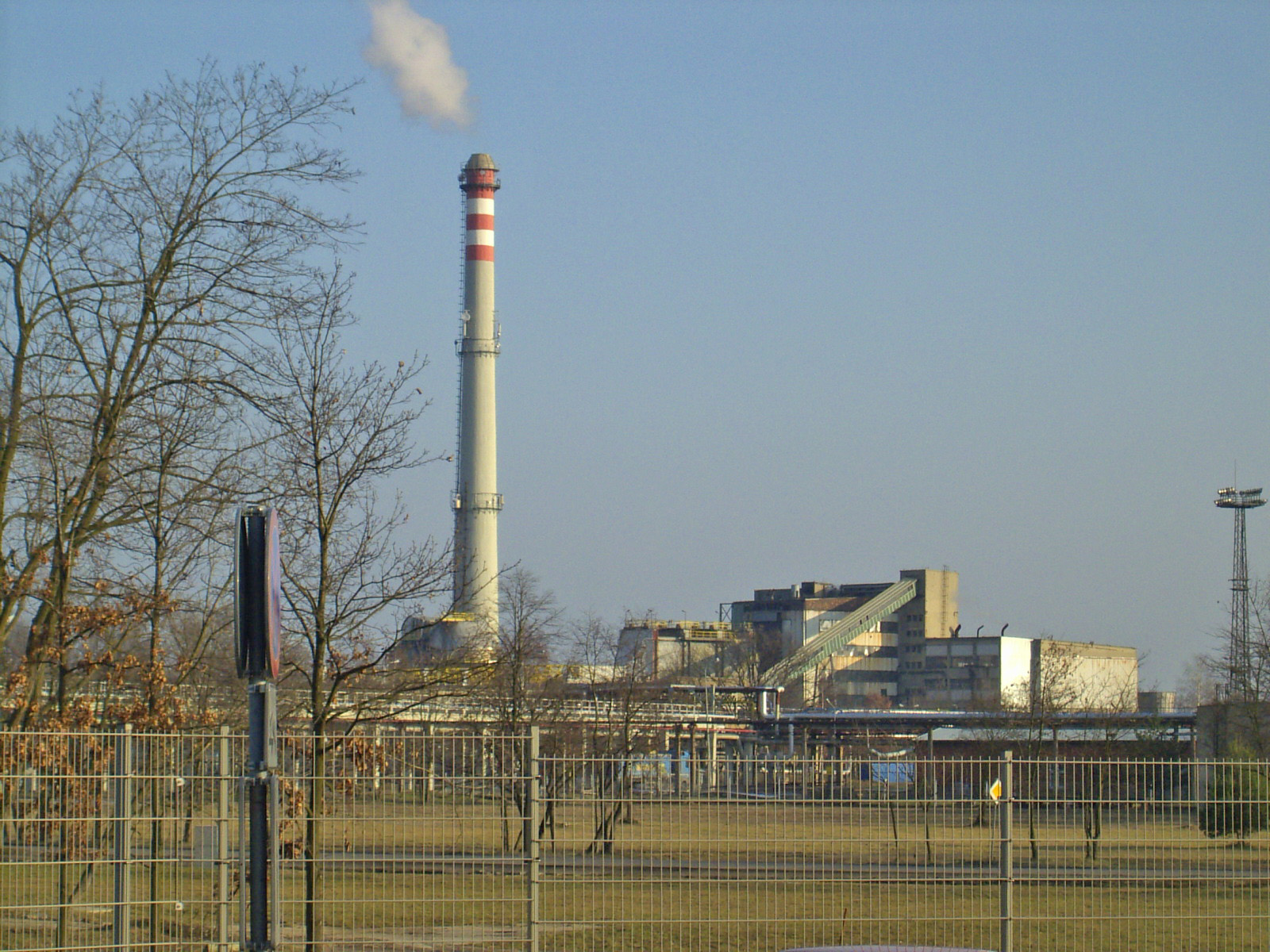
Widok na elektrociepłownię znajdującą się na terenach zakładu
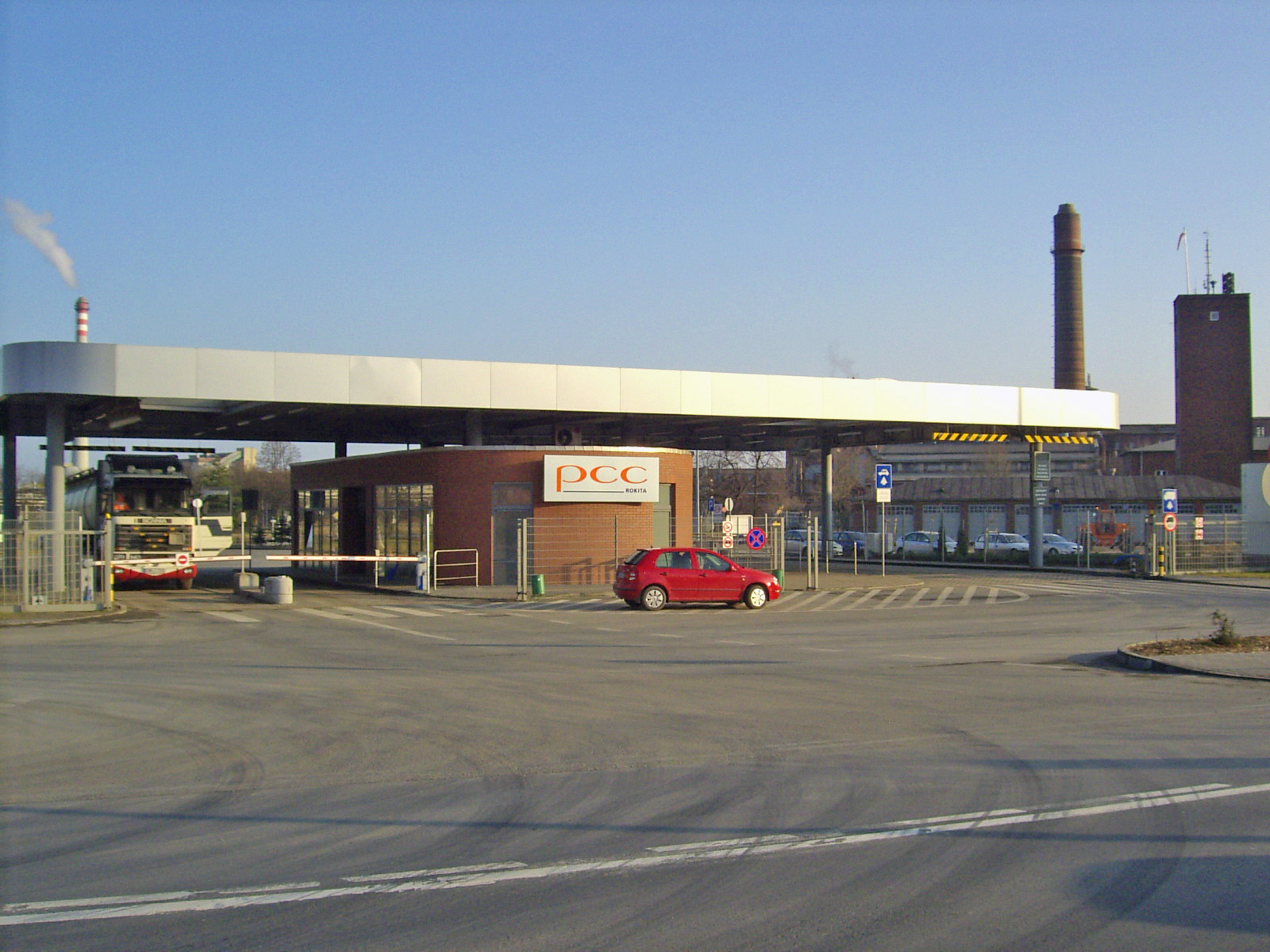
Główna brama wjazdowa
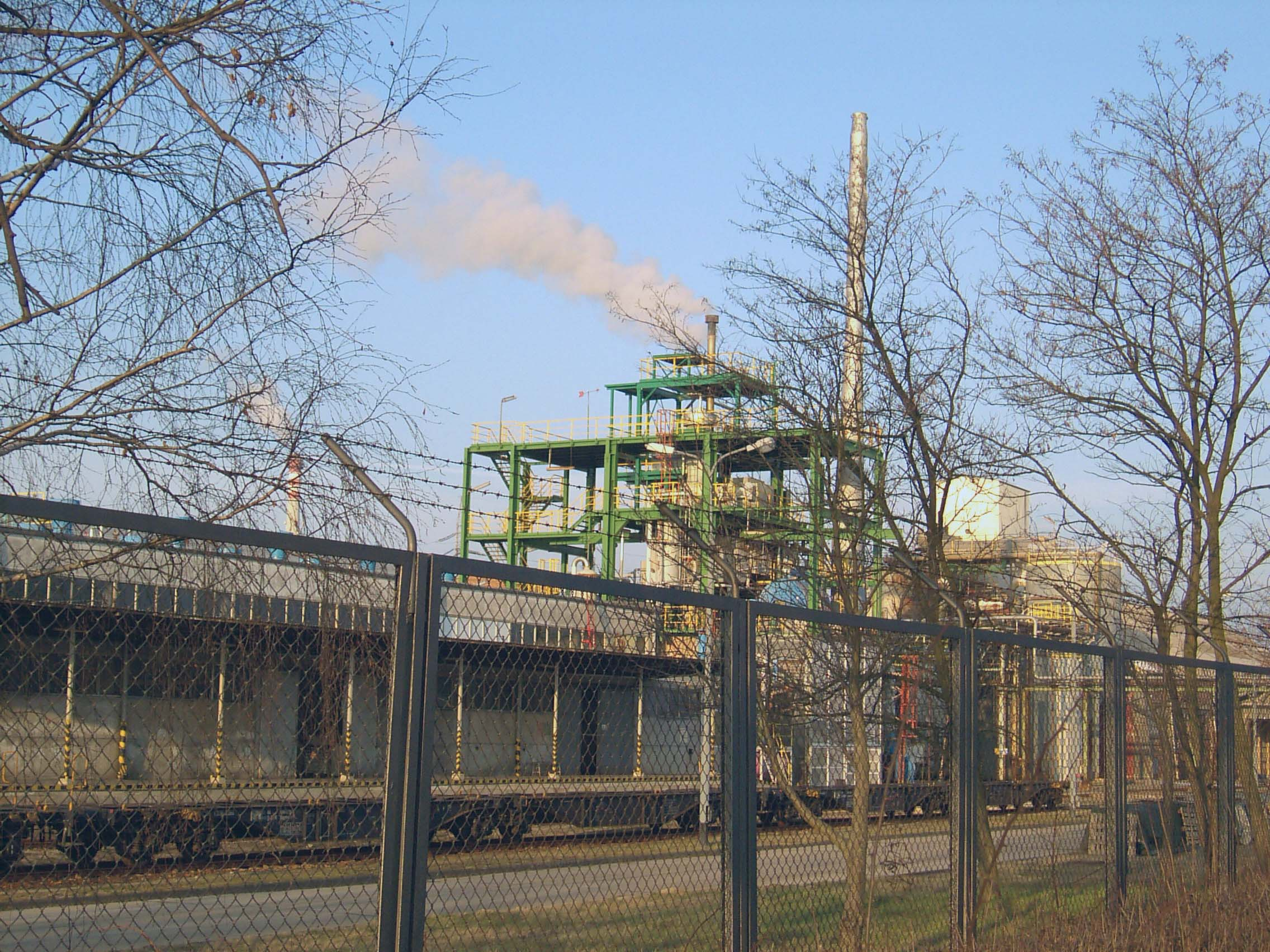
Widok na instalację produkcji sody kaustycznej

## Kontrowersje
13 czerwca 2005 roku firma stała się celem akcji organizacji Greenpeace. Aktywiści tej organizacji zablokowali zrzut ścieków, wraz z którymi do Odry usuwane były niebezpieczne substancje chemiczne.
Badania Greenpeace ujawniły obecność w ściekach m.in.: wielopierścieniowych węglowodorów aromatycznych, polichlorowanych bifenyli, ftalanów, metali ciężkich (m.in. rtęci) i innych substancji toksycznych, obecnych na liście Ramowej Dyrektywy Wodnej.
W 1976 roku na terenie zakładów doszło do eksplozji. W 2006 roku doszło do wycieku trichlorku fosforu, a w 2009 – do wycieku gazowego chloru.